# Hans Kristian Rausing
Hans Kristian Anders Ruben Rausing, född 15 juni 1963 i Lund, är en av Storbritanniens rikaste svenskar. Han har en betydande förmögenhet genom familjens försäljning av sin del i Tetra Pak-koncernen och har varit engagerad i välgörenhet. 
Hans Kristian Rausing växte upp i Lund som son till Hans Rausing och Märit Norrby. Han har två systrar, Lisbet och Sigrid Rausing. Han avstod från en karriär inom Tetra Pak, ett företag som grundades av hans farfar. I stället sålde han, fadern och syskonen sina andelar till farbrodern Gad Rausing och dennes barn och placerade dem i investmentföretaget Arctic Services AG i Zürich i Schweiz. Enligt tidningen Sunday Times årliga ranking 2006 var Hans Rausing och hans barn Storbritanniens fjärde rikaste familj.
På ett rehabcenter träffade Hans Kristian Rausing sin första hustru Eva Rausing. De vigdes i oktober 1992 i Svenska kyrkan i London. Paret Rausing fick fyra barn.
Makarna Rausing var engagerade i olika former av välgörenhet och inom denna verksamhet donerades avsevärda belopp. Hustrun hade också en betydande förmögenhet via sin fars bakgrund inom Pepsico-koncernen.
I juni 2012 påträffades Eva Rausing död i parets hem i London. Omständigheterna kring hustruns död är oklara, men Rausing åtalades i juli 2012 för att inte ha låtit begrava sin hustru i tid enligt de regler som gäller i Storbritannien. Han har erkänt brottet. Hans Kristian Rausing gifte om sig 2014 med konstexperten Julia Delves Broughton (1961–2024).